# NGC 5319
NGC 5319 este o galaxie spirală situată în constelația Câinii de Vânătoare. A fost descoperită în 27 martie 1856 de către William Parsons, 3rd Earl of Rosse⁠(d).